# Zuckerfabrik Dahmen

Zuckerfabrik Dahmen (um 1900)

Die ehemalige Zuckerfabrik Dahmen bestand nur drei Jahrzehnte im mecklenburgischen Ort Dahmen. Der Betrieb der Zuckerfabrik wurde 1875 aufgenommen und 1905 eingestellt. Die Gebäude mit Wohnungen für die Fabrikarbeiter prägen bis heute das Erscheinungsbild des Orts.

## Geschichte

### Gründung und Aufbau
Die Gründung erfolgte zwischen 1873 und 1875 durch den Dahmener Gutsherrn Vollrath Levin von Maltzahn, dessen Cousin Rudolph von Maltzahn sowie Oberstleutnant Hubert Gustav von Tiele-Winckler. Die Fabrik war die erste im großen Stil arbeitende Zuckerfabrik in Mecklenburg. Außer der eigentlichen Produktionsstätte entstand in Dahmen ein Fabrikdorf mit Wohnungen für die Arbeiter, einer Gastwirtschaft, einem Kaufmannsladen und einer Bäckerei.

### Transportwege

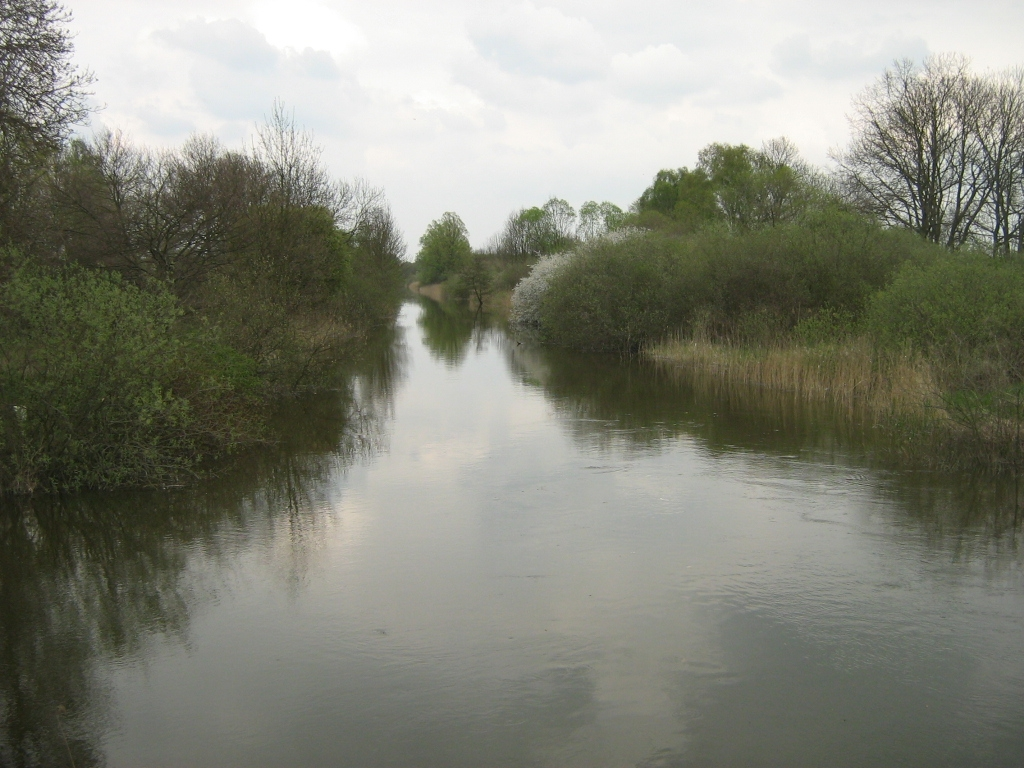
Dahmer Kanal, heute nur noch für Sportboote schiffbar

Zum Transport der Zuckerrüben auf dem Wasserweg wurde 1876 auf Initiative der Zuckerfabrik der 7,5 Kilometer lange Dahmer Kanal gebaut. Er verbindet den Malchiner See mit Malchin und stellt über den Peenekanal die Verbindung zum Kummerower See her. Mit betriebseigenen Dampfbooten konnten die Rüben auch aus größerer Entfernung kostengünstig herangebracht werden. Der Wasserspiegel des Malchiner Sees sank infolge des Eingriffs um ein bis zwei Meter. Die Baukosten lagen höher als erwartet, und das Unternehmen geriet in finanzielle Schwierigkeiten. Tiele-Winckler musste aus seinem Privatvermögen zweimal eine hohe Summe zuschießen. Im Juni 1881 wurde das Unternehmen in eine Aktiengesellschaft umgewandelt.
Eine weitere Baumaßnahme im Zusammenhang mit der Zuckerfabrik war der Bau einer Trasse für eine vollspurige Industriebahn von Vollrathsruhe nach Dahmen. Am 3. August 1886 wurde die Strecke eröffnet.

### Niedergang
Der Verfall der Zuckerpreise führte zum Niedergang, 1887 wurde die Liquidation beschlossen. Tiele-Winckler kaufte sämtliche Aktien auf und versuchte, den Betrieb weiterzuführen. 1895 musste er aufgeben. In den folgenden Jahren lag die Betriebsführung in den Händen einer GmbH von Landwirten, bis man 1904 beschloss, den Betrieb ab 1905 endgültig einzustellen.

## Erhaltene Gebäude
Die Produktionsstätten wurden abgerissen, nur ein Zuckerspeicher blieb von der eigentlichen Fabrik übrig. Einige Nebengebäude und die Häuser mit den Arbeiterwohnungen blieben aber größtenteils erhalten. Sie prägen das Straßenbild an der Dorfstraße und an der Seestraße. Sowohl der Speicher als auch die Häuser an der Dorfstraße und an der Seestraße stehen unter Denkmalschutz.

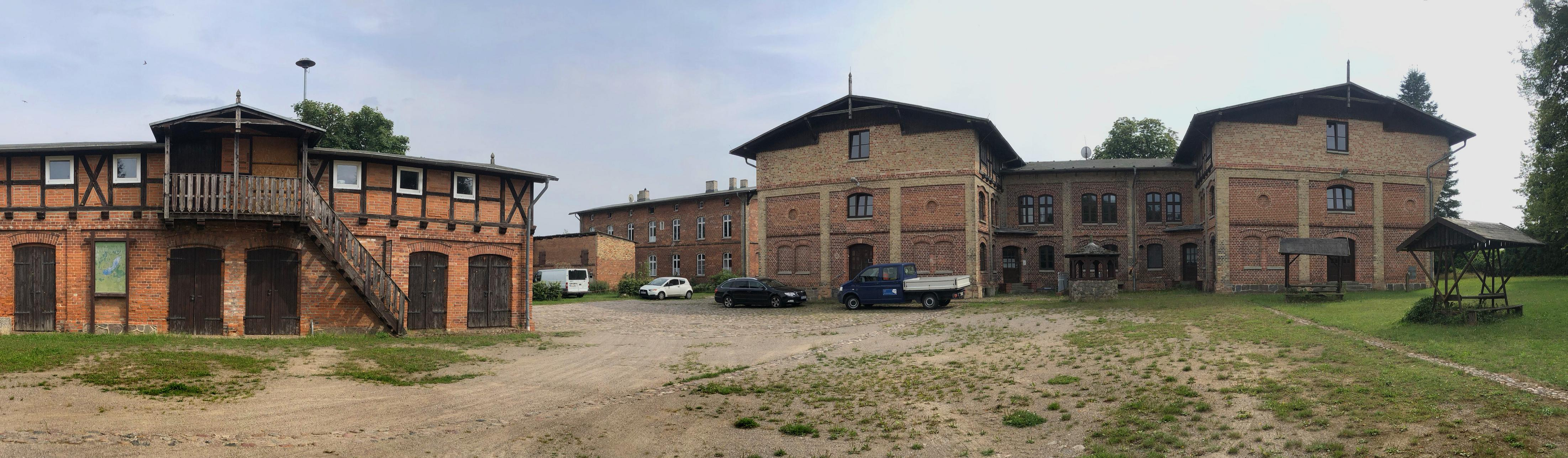
Das große Haus rechts war ursprünglich ein Wohnheim für Saisonarbeiter der Zuckerfabrik. Dort waren außerdem eine Gastwirtschaft und ein Kaufmannsladen untergebracht. Nach einer Renovierung wurde es zusammen mit dem Nebengebäude links bis 2015 als Jugendherberge genutzt.

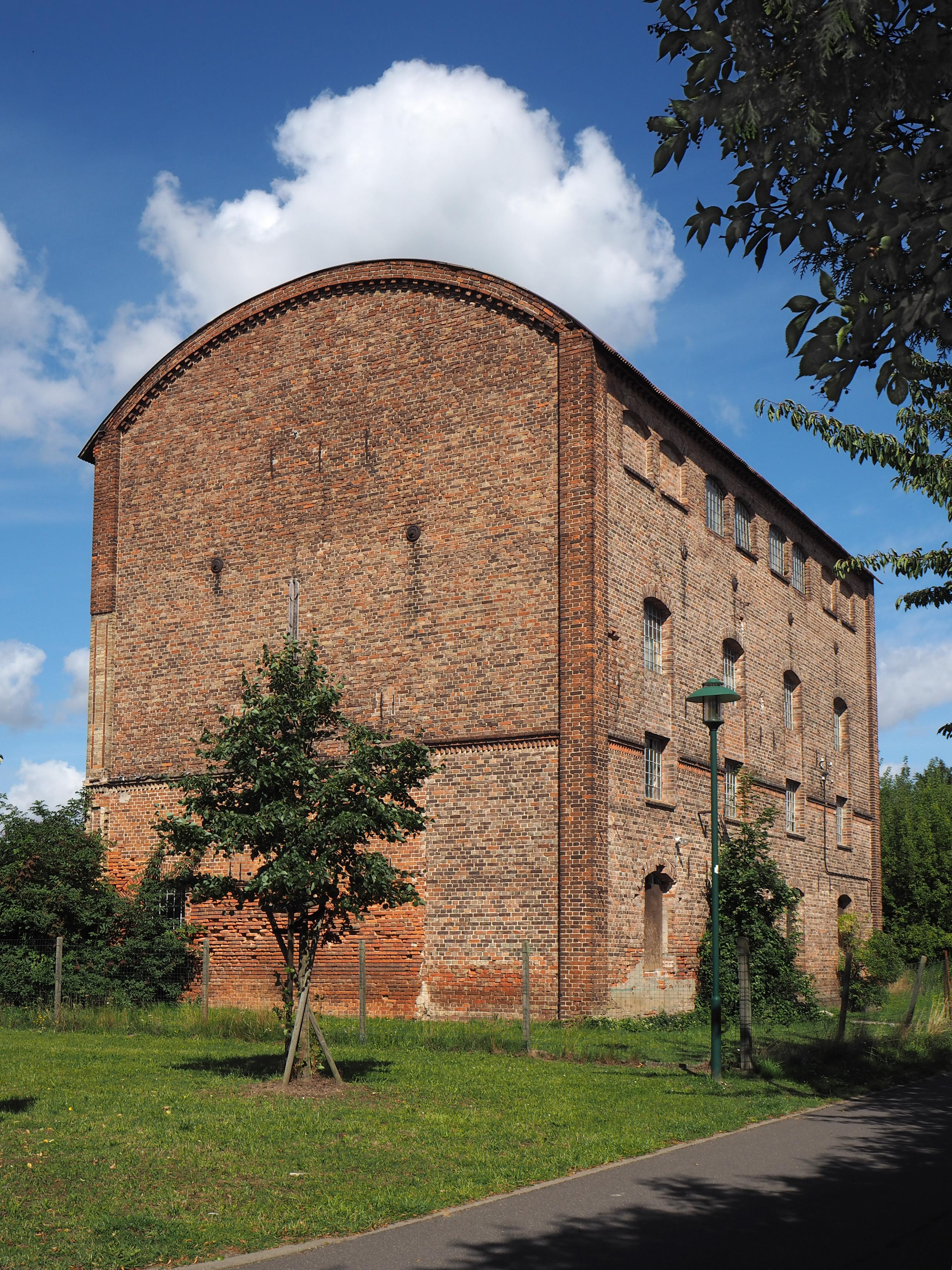
Speichergebäude der ehemaligen Fabrik
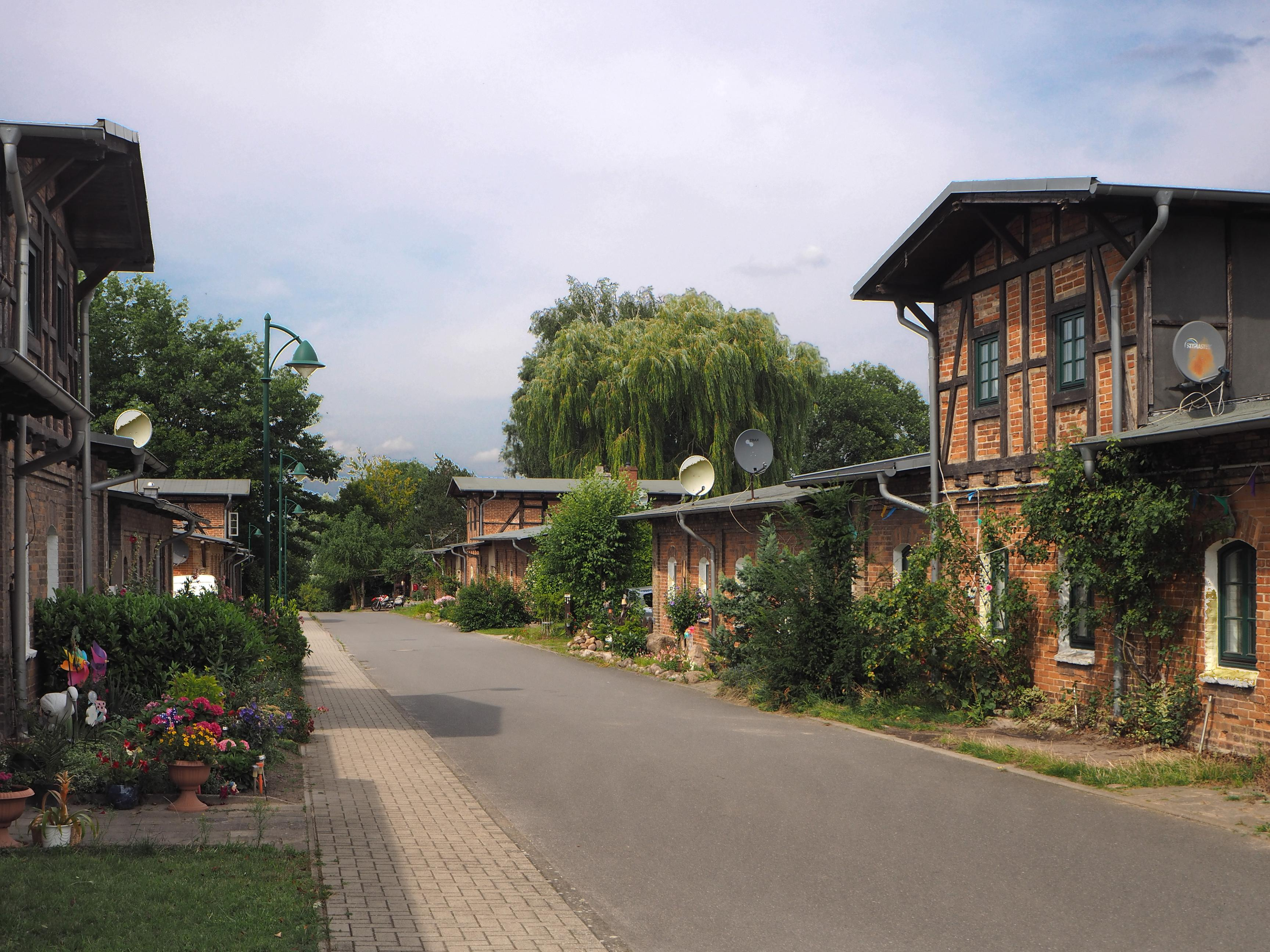
Ehemalige Arbeiterhäuser an der Seestraße
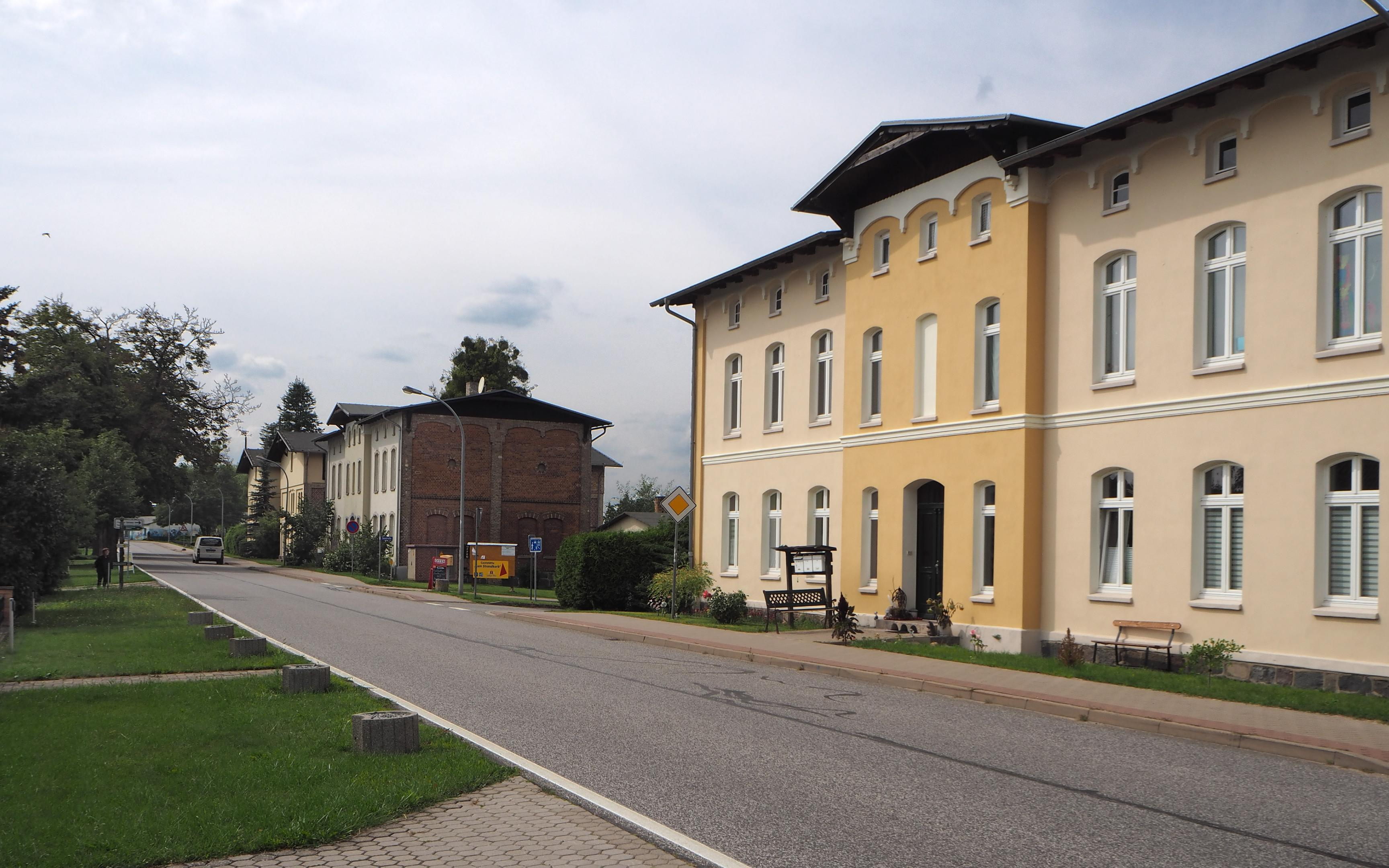
Häuser an der Dorfstraße mit Wohnungen für Arbeiter der Fabrik